# Joe Penhall
Joe Penhall (Londra, 1967) è un commediografo, sceneggiatore e produttore televisivo britannico.

## Biografia
Nato a Londra, la sua prima opera importante è stata Some Voices per il Royal Court Theatre nel 1994, successivamente riadattata per due volte off-Broadway. Penhall ha vinto un Laurence Olivier Award, un Critics' Circle Theatre Award, e altri svariati premi, per l'opera Blue/Orange, una commedia sulle dinamiche tra un giovane uomo di colore schizofrenico e due psichiatri in un ospedale di igiene mentale londinese. La prima è andata in scena nel 2000 al Royal National Theatre, diretta da Roger Michell con un cast che comprendeva Bill Nighy, Andrew Lincoln e Chiwetel Ejiofor. Nel 2005 di Blue/Orange è stato realizzato un adattamento televisivo, di cui Penhall ha curato la sceneggiatura.
Nel 2000 Penhall adatta per il grande schermo la sua opera Some Voices. Il film, interpretato da Daniel Craig e Kelly Macdonald, fu presentato nella sezione Quinzaine des Réalisateurs al Festival di Cannes 2000. Nel 2004 adatta il romanzo di Ian McEwan L'amore fatale, di cui viene realizzato un omonimo film interpretato da Daniel Craig e Rhys Ifans.
La sua opera successiva, Dumb Show, è un satirico attacco sugli eccessi dei giornalisti, portata in scena per la prima volta al Royal Court Theatre nel 2004, con la regia di Terry Johnson. Nel 2005 ha debuttato alla regia, dirigendo il cortometraggio The Undertaker, presentato in anteprima al London Film Festival. Ha scritto anche per la televisione, lavorando per le serie TV della BBC The Long Firm e Moses Jones.
Nel 2009 ha adattato La strada di Cormac McCarthy per il grande schermo. Il film, intitolato The Road, è stato diretto da John Hillcoat ed interpretato da Viggo Mortensen.

## Carriera

### Commediografo
- Some Voices (1994)
- Pale Horse (1995)
- Love and Understanding (1997)
- The Bullet (1998)
- Blue/Orange (2000)
- Dumb Show (2004)
- Landscape With Weapon (2007)

### Sceneggiatore

#### Cinema
- Some Voices (2000)
- L'amore fatale (Enduring Love) (2004)
- Blue/Orange (2005) - Film TV
- The Road (2009)
- King of Thieves, regia di James Marsh (2018)

#### Televisione
- Mindhunter - serie TV (2017)